# Gideon Gaye
Gideon Gaye je druhé studiové album anglické skupiny The High Llamas. Vydáno bylo v roce 1994 společností Target (různé verze alba byly vydány také společnostmi Alpaca Park, Erpic Records a V2 Records). Jeho producenty byli Charles Francis a frontman kapely Sean O'Hagan. Rozpočet na vznik desky činil 4000 liber. Album bylo přirovnáváno k hudbě Briana Wilsona a jeho skupiny The Beach Boys. O'Hagan k tomu řekl, že Wilson je skutečně jeho největším hudebním vzorem, avšak uvedl, že je zároveň velkým fanouškem velšského hudebníka Johna Calea.

## Seznam skladeb
Autorem všech skladeb je Sean O'Hagan.
| Pořadí | Název                     | Délka |
| ------ | ------------------------- | ----- |
| 1.     | Giddy Strings             | 0:27  |
| 2.     | The Dutchman              | 4:41  |
| 3.     | Giddy and Gay             | 4:55  |
| 4.     | Easy Rod                  | 2:04  |
| 5.     | Checking in, Checking Out | 5:45  |
| 6.     | The Goat Strings          | 2:06  |
| 7.     | Up in the Hills           | 4:57  |
| 8.     | The Goat Looks On         | 6:13  |
| 9.     | Taog Skool No             | 1:36  |
| 10.    | Little Collie             | 0:44  |
| 11.    | Track Goes By             | 14:13 |
| 12.    | Let's Have Another Look   | 0:50  |
| 13.    | The Goat                  | 6:17  |

## Obsazení
The High Llamas
- Rob Allum – bicí, perkuse
- John Fell – baskytara
- Marcus Holdaway – violoncello, cembalo, varhany, klavír, pianino, aranžmá smyčců, vibrafon, zpěv, doprovodné vokály
- Sean O'Hagan – zvonkohra, kytara, baskytara, syntezátor, varhany, klavír, pianino, producent, aranžmá smyčců, zpěv, doprovodné vokály

Ostatní
- Andre – design
- Charles Francis – zvukový inženýr, producent
- Anthony Lyons – design
- Jocelyn Pook – viola
- Anne Wood – housle